# Atakebune

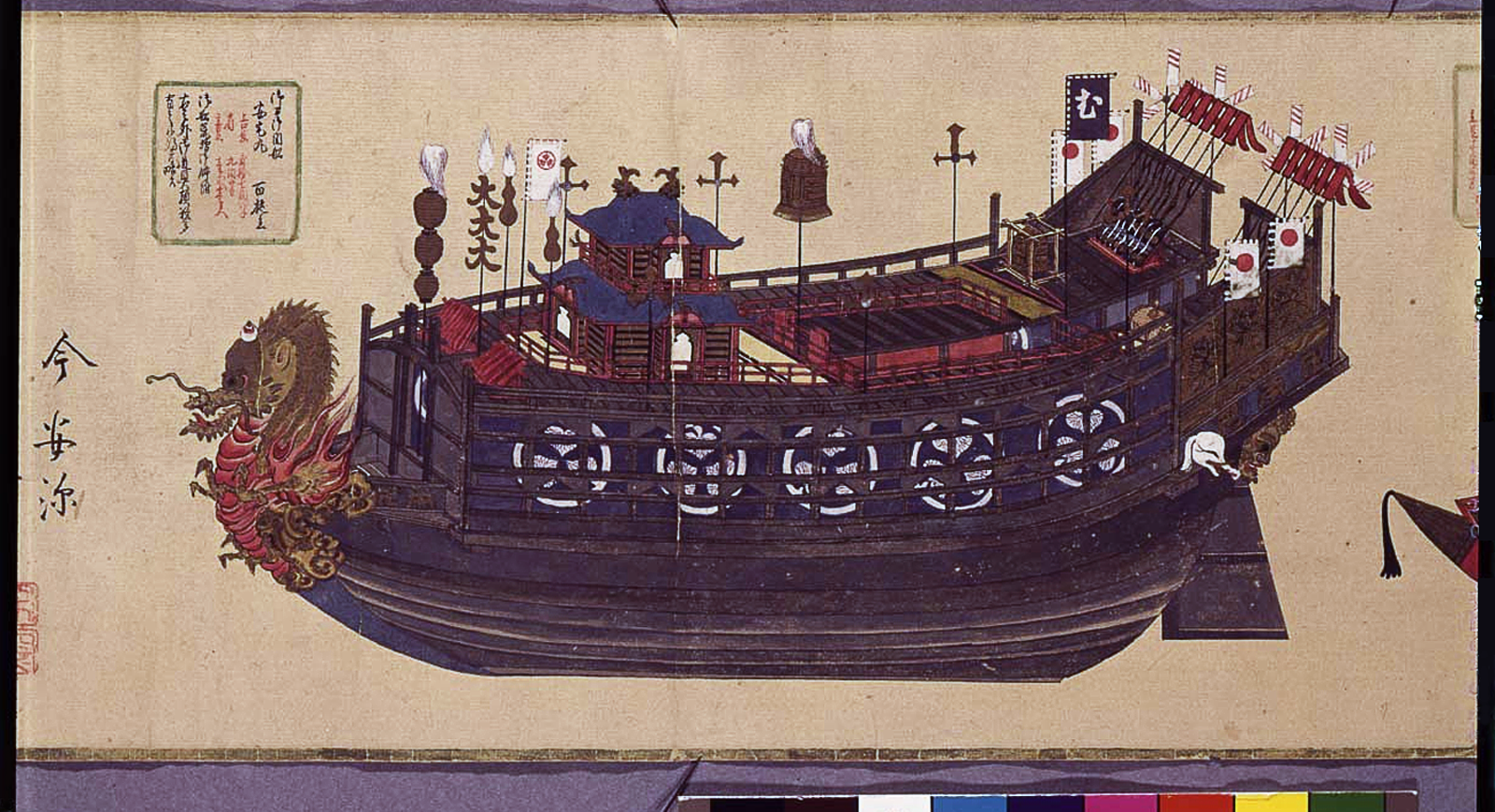
Atakebune japonês do século XVI.

O Atakebune foi um navio de guerra japonês dos séculos XVI e XVII.
Durante a segunda metade do século XVI, no período Sengoku, o Japão desenvolveu o seu poderio naval construindo centenas de navios de guerra. Este esforço de construção foi uma estratégia de defesa para fazer face aos crescentes conflitos entre os senhores feudais. Um dos maiores, e mais potentes, destes navios foi o Atakebune. (安宅船).
Naquela época, o daimyo Oda Nobunaga terá feito, de acordo com o diário de Abbot of the Tamon-I, seis Atakebune revestidos a ferro(大安宅船) em 1578.. Estes navios eram designados por Tekkōsen (鉄甲船), ou navios de ferro.; no entanto, esta designação servia apenas para descrever que o navio, era revestido de ferro (para suportar ataques de canhão e setas de fogo) , e não feito de ferro.
O Atakebune estava armado com poucos canhões e vários arcabuzes de grande calibre. Oda venceu a força naval de Mori na Batalha de Kizugawaguchi, no rio Kizu, em Osaka no ano de 1578. Esta batalha teve características estratégicas diferentes de outras na medida em que o combate naval clássico japonês era feito entre as tripulações, e não entre os próprios navios.
Os navios deste tipo podem ser vistos como "fortalezas flutuantes" em vez de verdadeiros navios de guerra, sendo apenas utilizados em operações costeiras. Utilizavam remos para se movimentarem, pois, dado o material pesado de que os navios eram construídos (e a sua própria carga transportada), impedia o uso de velas.